# 迦楼罗

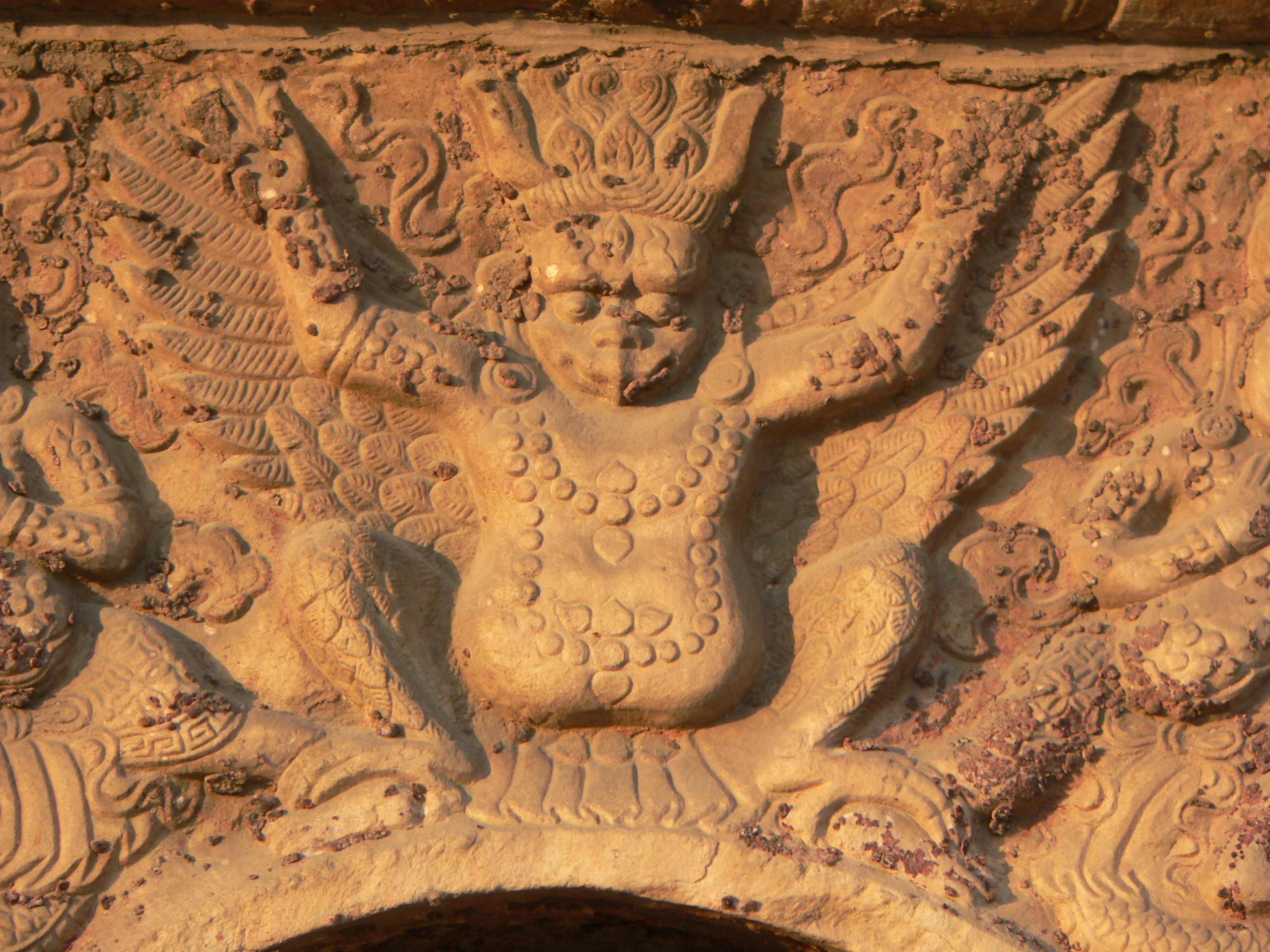
真觉寺中刻于塔身上的金翅鸟

迦楼罗（羅馬化：Garuḍa），又音譯作揭路荼，汉译大鹏金翅鸟或金翅鸟，印度神话中的一种巨鸟，是主神毗湿奴的坐骑。佛教稱此鸟为天龙八部之一，牠的形象随著佛教传入东亚，在中亚和南西伯利亚受到藏传佛教影响的地区也有迦樓羅的神话；迦樓羅亦見於東南亞，如泰國國徽與印尼國家航空。

## 简介

### 印度教
最早的吠陀文献没有提到迦楼罗，关于它的完整传说大概产生于史诗时代。大史诗《摩诃婆罗多》提供了关于该鸟的详尽神话。迦叶波仙人娶生主达刹的两个女儿迦德卢与毗娜达为妻。迦德卢生众蛇（那伽），毗娜达生婆薮之一的阿噜那（黎明神）与金翅鸟。迦德卢与毗娜达以众神搅乳海所获的神马高耳的尾巴颜色打赌，负者要成为胜者的奴隶。迦德卢猜黑色，毗娜达猜白色；由于迦德卢利用自己的儿子作弊，命令一些黑色的小蛇附在马尾巴上装成马毛，结果毗娜达沦为奴隶。不久迦楼罗降生，出生时火光衝天，众神与仙人都非常害怕，误以为是火神阿耆尼发怒。后来得知是金翅鸟出世，就纷纷赶来赞颂祂。金翅鸟发觉母亲是迦德卢及其子蛇族的奴隶，为摆脱这种不幸地位，决心夺取天神的至宝不死甘露送给众蛇以换取自由。金翅鸟威力非凡，轻易就打败了众神抢走甘露。在返回的路上，金翅鸟与毗湿奴相遇，毗湿奴选择金翅鸟为坐骑，同时将以其形象画在自己的旗帜上。金翅鸟则从毗湿奴处获两个恩典：1，不喝甘露也永生不死；2，迦德卢的后代，即地上的蛇类将永远是它的食物。神王因陀罗追击金翅鸟，但全力一击却只能打掉一根鸟毛；三界众生大惊失色，纷纷称赞其羽毛美丽，于是金翅鸟得到名字美翼（Suparna）。因陀罗见无法以力取胜，遂与金翅鸟约定，只要甘露被放到地上，他就可以将甘露取回。事件的结果，毗娜达获得自由，天神取回甘露，而众蛇一无所获。

### 佛教
佛教认为，迦楼罗是护持佛的天龙八部之一，有种种庄严宝象，金身，头生如意珠，鸣声悲苦，每天吞食一条龙王和五百条毒龙。随着体内毒气聚集，迦楼罗最后无法进食，上下翻飞七次后，飞往金刚轮山，毒气发作，全身自焚，只剩一个纯青琉璃心。天下有无数迦楼罗，由威德、大身、大满、如意四大迦楼罗王统领。同时，迦楼罗也是观世音的護法之一，觀世音形象萬千，也可以化身為迦楼罗。在密宗的体系中，迦楼罗（藏语：khyung）是五方佛中北方羯摩不空成就佛的坐骑，人面鸟身，寓意法王摄引一切，无不归者。
在艺术表现中，迦楼罗通常以半人半鳥或全鸟形象出现。

泰国国徽

印度尼西亚国徽

乌兰巴托市徽

半人半鳥的情况下，鸟身肚脐以下是鹰的形象，肚脐以上则借用天王的外形，只有嘴如鹰喙。面呈忿怒状，露牙齿，头戴尖顶宝冠，双发披肩，身披瓔珞天衣，手戴環釧，通身金色。身后两翅红色，向外展开，其尾下垂，散开。泰国国徽、蒙古國首都烏蘭巴托市徽上的迦楼罗就是此形象。而在中国中原地区的佛教寺庙中，迦楼罗常常以观世音化身之一的身份出现在供奉观音的圆通宝殿中，全身白袍，人形，唯面部尖喙，仍是鹰形。
全鸟形则通身如鸟。在中国西南地区，迦楼罗往往以金鸡形象出现，立于塔顶，另外，印度尼西亚国徽上的迦楼罗也是全鸟形象。

## 影响
迦楼罗崇拜随着印度教和佛教的传播，在东亚、东南亚和南亚地区，都有很大的影响。人们把迦楼罗当作力量的象征崇拜。
尼泊尔的10元纸币钞票上的图案就是迦楼罗，遍布各地的毗湿奴神庙前，大都有一个迦楼罗跪在前面，如加德满都杜巴广场的毗湿奴庙。
印尼的加鲁达印尼航空公司使用了迦楼罗的名稱及形象。
在中国，迦楼罗结合了古代传说中的大鹏形象，稱作“大鵬金翅鳥”，成为釋迦佛的坐骑之一。中国西南的白族将迦楼罗崇拜和自身的金鸡崇拜结合在一起，为镇水患之神，作为自己的图腾之一。
在空战射击游戏《皇牌空战6：解放的战火》中，主角所属的战斗机中队代号就是Garuda（通译为神鸟中队）。
加拿大製作的動作遊戲《戰甲神兵》中的Warframe Garuda是來自迦樓羅。

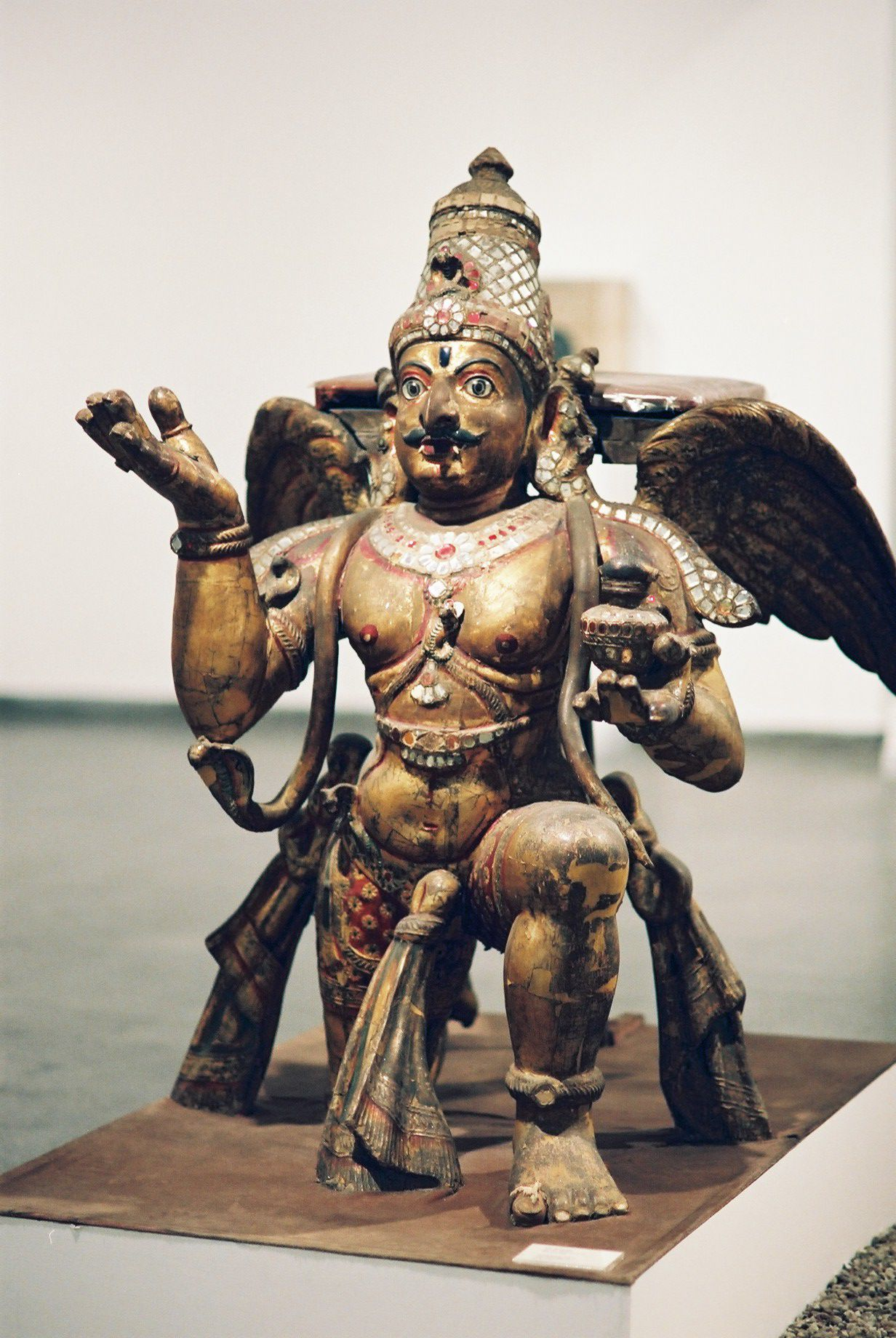
迦楼罗雕像（印度新德里新德里國立博物館）
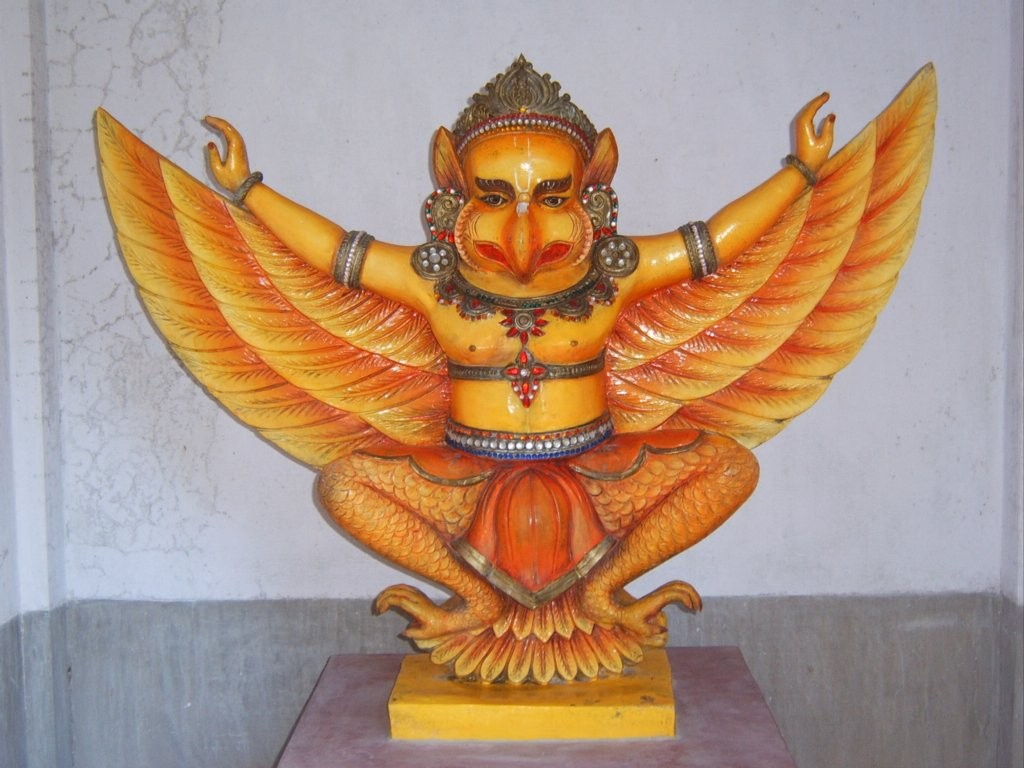
迦楼罗雕像（西孟加拉邦管轄區專區（英语：Presidency division）纳迪亚县（英语：Nadia district）克里斯赫納納加爾-薩達爾縣轄區（英语：Krishnanagar Sadar subdivision）納巴德維普鄉（英语：Nabadwip (community development block)）瑪雅普爾（英语：Mayapur））
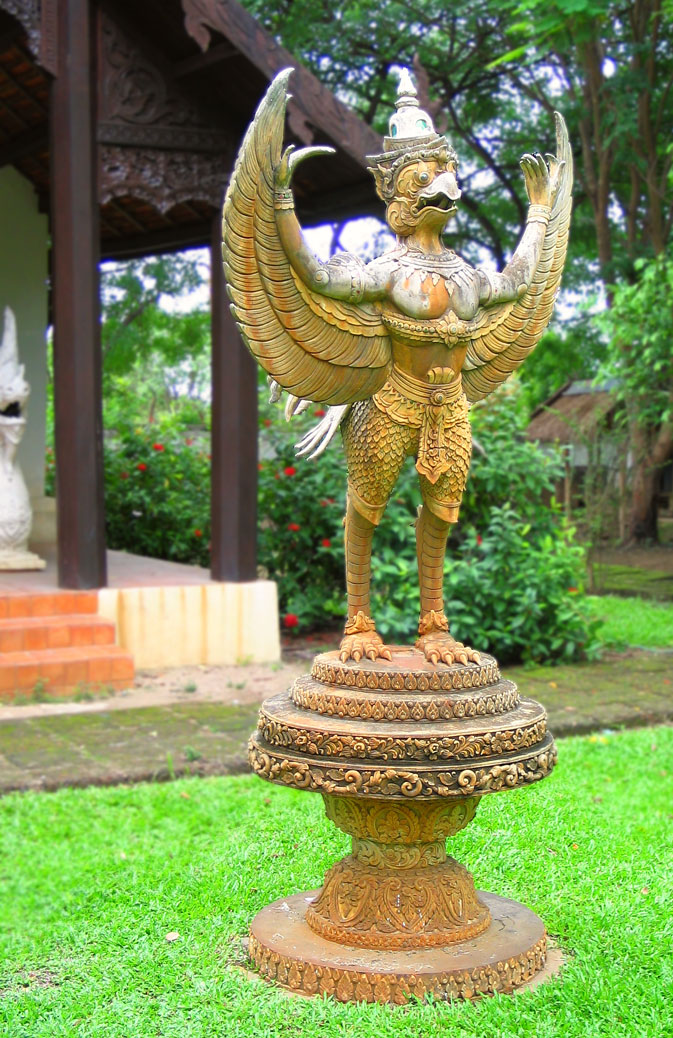
迦楼罗雕像（泰国清迈府清邁府治縣（英语：Mueang Chiang Mai District）清迈魏攻甘（英语：Wiang Kum Kam））
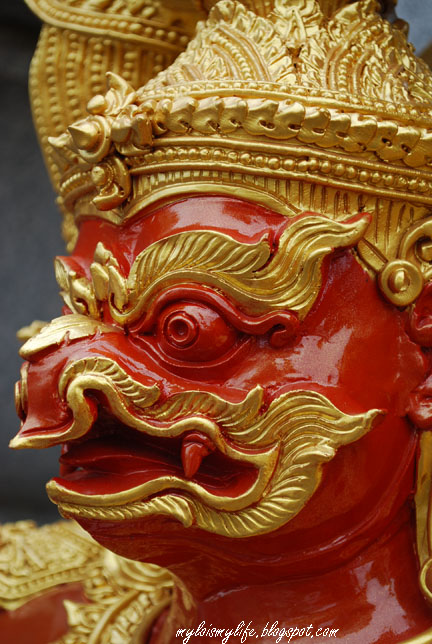
迦楼罗的脸部分（泰国宋卡府合艾縣（英语：Hat Yai district）合艾）
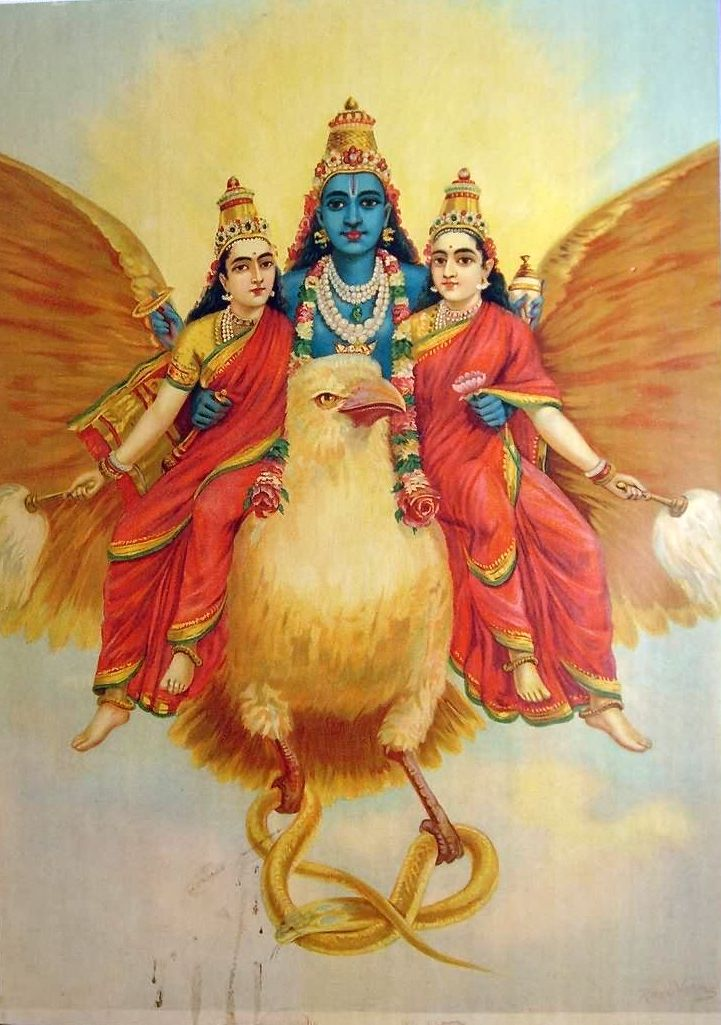
骑在迦楼罗上的毗湿奴的图片《Raja Ravi Varma绘画》
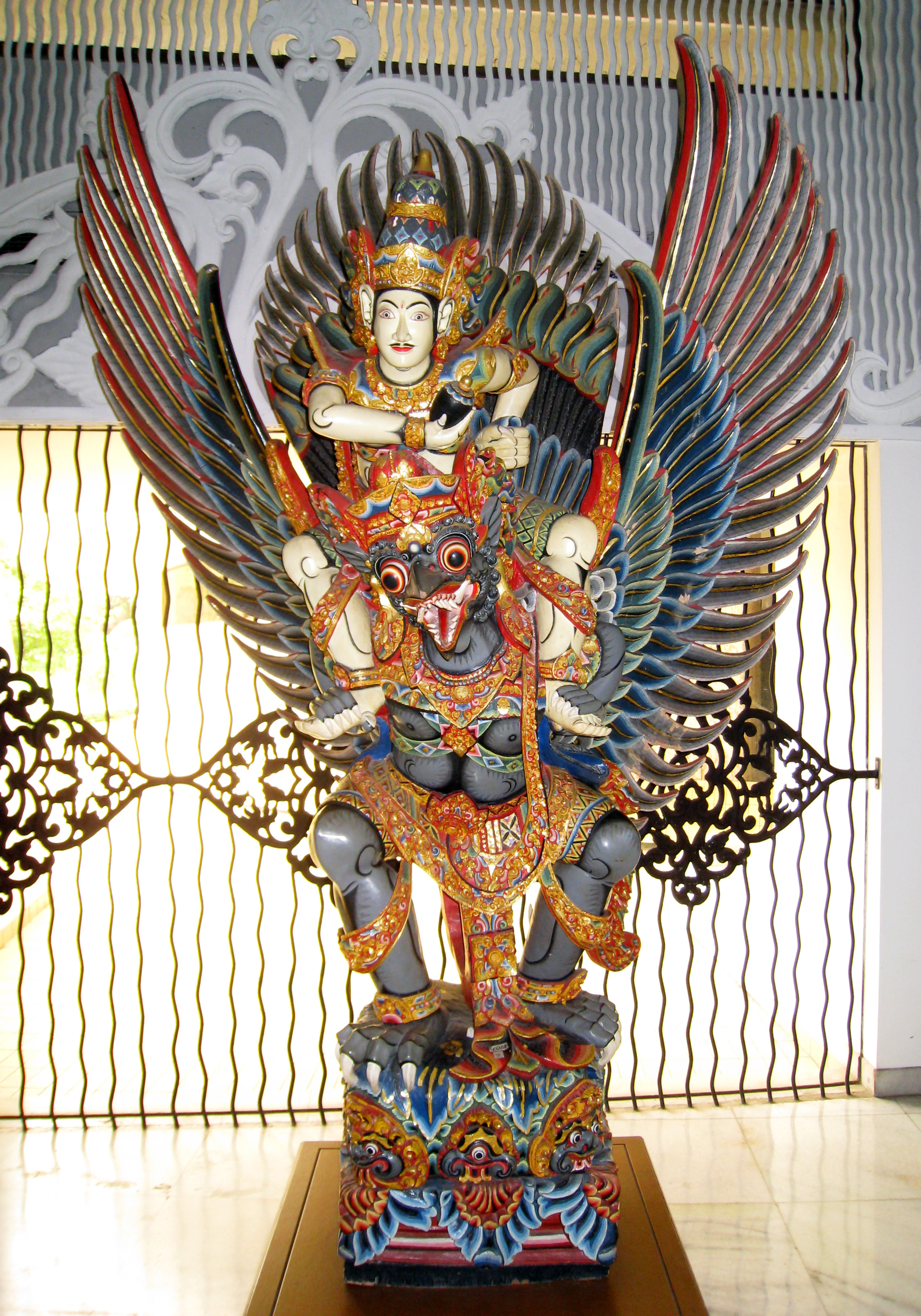
在迦楼罗上的毗湿奴的木雕像《印度尼西亚，巴厘岛》
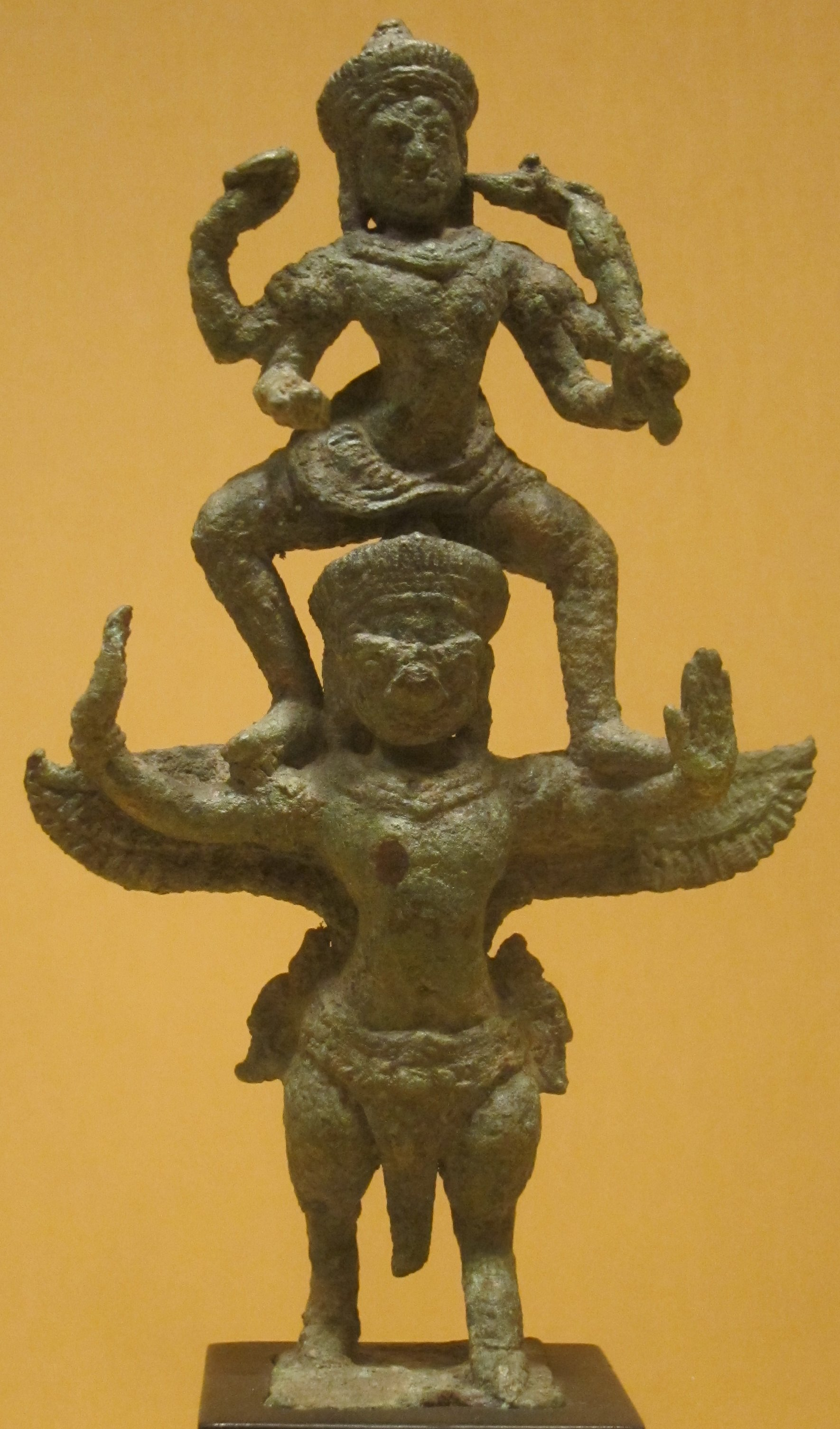
骑在迦楼罗上的毗湿奴的铜像《柬埔寨，吴哥窟，12世纪》

## 與其他巨鳥崇拜的關係
迦楼罗是古代世界性的巨鸟崇拜在印度地区的体现，如古埃及的长生鸟、起于两河流域而后流传于西方世界的狮鹫（半狮鹫、格里芬）、古希腊的不死鳥、阿拉伯的Roc（大鹏、神雕、神鹰）、中国的大鹏和凤凰、印第安人的雷鸟等等。
从迦楼罗临死全身遭火焚的特点来看，其与埃及的长生鸟应该有着更为紧密的联系，由于印度当地多毒蛇，人们又为其加上了捕食毒蛇的能力，作为崇拜的对象。
迦楼罗崇拜随着印度教和佛教的传播，在东亚、东南亚和南亚地区，都有很大的影响。人们把迦楼罗当作力量的象征崇拜。

### 引用
1. ↑  Daniélou, Alain. . Inner Traditions / Bear & Co. December 1991: 161  [2022-04-07]. ISBN 978-0-89281-354-4. （原始内容存档于2022-06-11） （英语）.